# Corned beef
Il corned beef o salt beef è un tipo di petto di manzo salato in scatola di origini incerte, e diffuso nel Regno Unito e nei Paesi sotto il dominio del Commonwealth delle nazioni. Il corned beef può essere a fette o in scatola e viene impiegato come ingrediente per panini (Reuben sandwich, corned beef sandwich e slider), tartine o altri stuzzichini, fritture come l'hash, sformati come la casserole, antipasti e zuppe.

## Etimologia
La parola corn deriva dall'inglese antico, ed è usata per indicare qualsiasi particella o granello piccolo e duro. Nel caso di corned beef, essa sembra alludere ai pezzetti di sale grossolani e granulari usati per trattare la carne. La parola corned può anche riferirsi alle particelle di nitrato di potassio, o salnitro, che erano in passato usati per conservare la carne.

## Storia

### Rivoluzione industriale

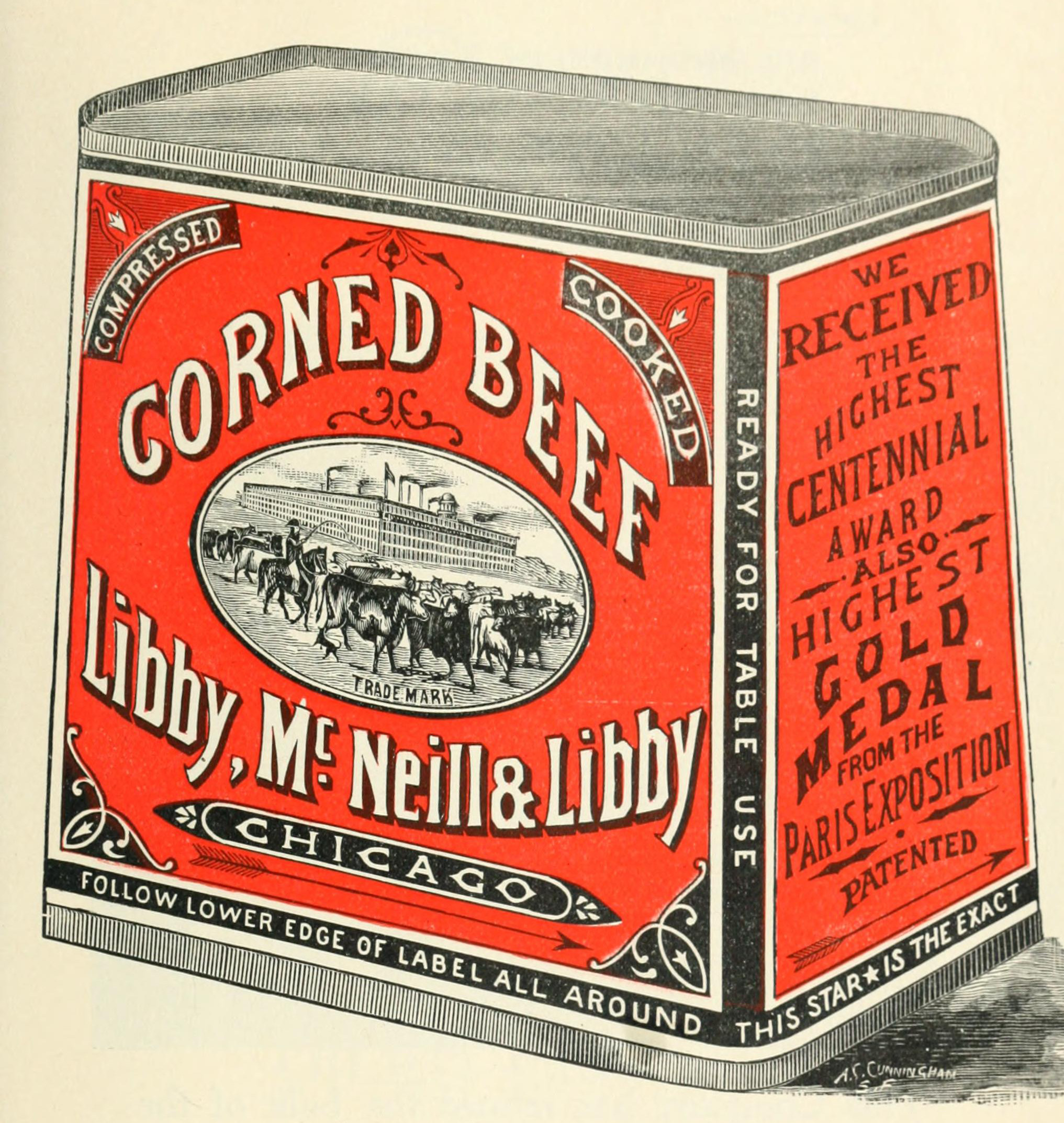
Corned Beef della Libby, McNeill & Libby Corned Beef

Sebbene le origini del corned beef siano remote e sconosciute (si presume che ebbe origine quando gli uomini iniziarono a conservare la carne sotto sale in varie civiltà antiche dell'Europa e del Medio Oriente), si sa che esso iniziò a essere prodotto per la prima volta su grande scala nel corso della rivoluzione industriale. L'Irlanda produceva molto del corned beef utilizzando bestiame locale e sale proveniente dalla penisola iberica e dal sud-ovest della Francia. All'interno di città costiere come Dublino, Belfast e Cork vennero aperti diversi stabilimenti specializzati nella stagionatura e confezionamento della carne bovina; a partire dal 1668, la sola Cork vendeva metà di tutta la carne salata irlandese d'esportazione.
All'epoca, il corned beef si fabbricava usando diversi tagli del bovino, e non del solo petto, compresi quelli meno pregiati e più duri, fra cui il collo e lo stinco. La carne veniva classificata in base al peso del bestiame usato per produrla, e si suddivideva in tre categorie: small beef (che era considerata quella peggiore), cargo beef, e best mess beef (ritenuto il tipo di corned beef migliore).
Dal XVII secolo fino alla metà del XIX secolo, la corned beef veniva spesso consumata dai civili e i soldati britannici e nordamericani nel corso delle loro campagne militari marittime in quanto poteva conservarsi a lungo. All'epoca, i francesi acquistarono notevoli quantità di carne salata in scatola per dare sostentamento ai coloni e agli schiavi nelle loro colonie caraibiche. Tuttavia, a questi ultimi furono ceduti i tipi di corned beef ritenuti peggiori, mentre quelli più apprezzati furono invece riservati ai britannici e agli abitanti delle loro colonie.
La produzione e il commercio di corned beef era fonte di grande guadagno per le nazioni d'Europa che lo esportavano tramite le loro rotte atlantiche. Nelle colonie il prodotto veniva però giudicato con disprezzo perché associato agli schiavi e ai poveri, che erano i principali consumatori di carne salata.
Benché in Irlanda venisse prodotto molto corned beef, gli abitanti dell'isola che vivevano lontani dai centri urbani e nel nord preferivano consumare altri tipi di alimenti, fra cui la carne di maiale, i latticini, la pancetta e i cavoli. L'aumento della produzione di corned beef dovuto all'aumento dei contadini che emigravano dalle campagne alle città inasprì ulteriormente gli effetti di due carestie: quella del 1740-1741, e quella del 1845-1849:
(Jeremy Rifkin)

### Dal XX secolo ad oggi

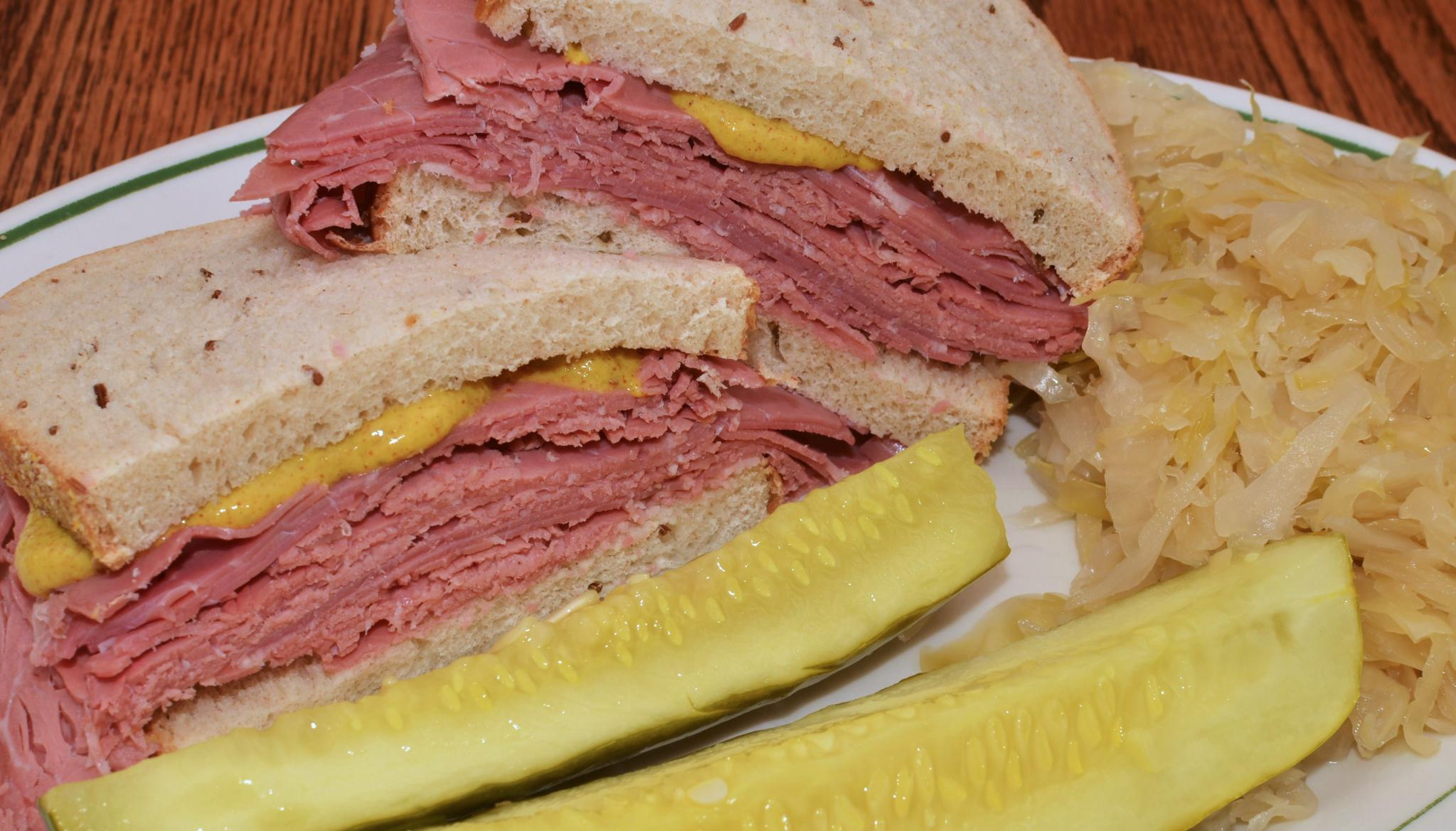
Corned beef sandwich

L'abolizione della tratta degli schiavi, che erano alcuni dei maggiori consumatori di corned beef, fu uno dei fattori che contribuì a ridurre il numero delle tratte commerciali atlantiche per l'esportazione del prodotto. Il corned beef e il suo formato in scatola furono comunque un'importante fonte di cibo durante la seconda guerra mondiale. Gran parte della corned beef in scatola proveniva dall'uruguaiana Fray Bentos, che esportò 16 milioni di lattine di carne in scatola nel solo 1943. Oggi la maggior parte del corned beef industriale prodotto proviene dal Sud America; il solo Brasile produce circa l'80% di corned beef per la grande distribuzione.

## Valori nutrizionali
Molti marchi di corned beef contengono nitrati, che convertono la mioglobina naturale nella carne bovina in nitrosomioglobina, conferendole un colore rosa. Nel corso del trattamento della carne, nitrati e nitriti inibiscono la crescita delle spore dei batteri Clostridium botulinum, impedendo così di contrarre il botulismo. Ma, a parte ciò,  una serie di esperimenti dimostra che nitrati e nitriti sono ritenuti responsabili di aver causato il cancro ai topi.